# Distribució de Bernoulli
En l'àmbit de la teoria de probabilitat i l'estadística, la  distribució de Bernoulli  (o distribució dicotòmica), anomenada així pel matemàtic i científic suís Jakob Bernoulli, és una distribució de probabilitat discreta, que pren valor 1 per a la probabilitat d'èxit ({\displaystyle p}) i valor 0 per la probabilitat de fracàs ({\displaystyle q=1-p}).
Si {\displaystyle X} és una variable aleatòria que mesura "nombre d'èxits", i es realitza  un únic experiment  amb  dos possibles resultats  (èxit o fracàs), es diu que la variable aleatòria X es distribueix com una Bernoulli de paràmetre {\displaystyle p}.
{\displaystyle X\sim Be(p)}
La fórmula serà:
{\displaystyle f(x)=p^{x}(1-p)^{1-x}} amb {\displaystyle x=\{0,1\}}
La seva funció de probabilitat ve definida per:
{\displaystyle f\left(x;p\right)=\left\{{\begin{matrix}p&{\mbox{si }}x=1,\\q&{\mbox{si }}x=0,\\0&{\mbox{en qualsevol altre cas}}\end{matrix}}\right.}
La distribució de Bernouilli és el cas particular d'una distribució binomial d'un sola experiència o repetició, és a dir, de {\displaystyle n=1}. Així doncs, si {\displaystyle X} és una variable aleatòria Bernoulli de paràmetre {\displaystyle p}.
{\displaystyle X\sim B(1,p)=X\sim Be(p)}
Un experiment al qual s'aplica la distribució de Bernoulli es coneix com a Assaig de Bernoulli o simplement assaig, i la sèrie d'aquests experiments com a assaigs repetits.

## Propietats característiques

### Esperança matemàtica
{\displaystyle E\left[X\right]=p}

### Variància
{\displaystyle Var\left[X\right]=p\left(1-p\right)=pq}

### Funció generatriu de moments
{\displaystyle q+pe^{t}}

### Funció característica
{\displaystyle q+pe^{it}}

### Moda
0 si {\displaystyle q>p} (hi ha més fracassos que èxits)
1 si {\displaystyle q<p} (hi ha més èxits que fracassos)
0 i 1 si {\displaystyle q=p} (els dos valors, ja que hi ha igual nombre de fracassos que d'èxits)

### Asimetria (Biaix)
{\displaystyle \Gamma _{1}={\frac {q-p}{\sqrt {qp}}}}

### Curtosi
{\displaystyle \Gamma _{2}={\frac {6p^{2}-6p1}{p(1-p)}}}
La curtosi tendeix a infinit per a valors de {\displaystyle p} a prop de 0 o a 1, però per {\displaystyle p={\frac {1}{2}}} la distribució de Bernoulli té un valor de curtosi menor que el de qualsevol altra distribució, igual a -2.

## Distribucions relacionades
- Si {\displaystyle X_{1},X_{2},\dots ,X_{n}} són n variables aleatòries independents idènticament distribuïdes amb la distribució de Bernoulli amb la mateixa probabilitat d'èxit p en totes, llavors la variable aleatòria {\displaystyle X=X_{1}+X_{2}+\cdots +X_{n}} presenta una Distribució Binomial de probabilitat.

{\displaystyle X\sim B(n,p)}

## Exemples
"Llançar una moneda, probabilitat d'aconseguir que surti creu".
Es tracta d'un sol experiment, amb dos resultats possibles: l'èxit (p) es considerarà treure creu. Valdrà 0,5. El fracàs (q) que sortís cara, que val (1 - p) = 1 - 0,5 = 0,5.
La variable aleatòria X mesurarà "nombre de creus que surten en un llançament", i només hi haurà dos resultats possibles: 0 (cap creu, és a dir, sortir cara) i 1 (una creu).
Per tant, la v.a. X es distribuirà com una Bernoulli, ja que compleix tots els requisits.
{\displaystyle X\sim Be(0,5)}
{\displaystyle P(X=0)=f(0)=0,5^{0}0,5^{1}=0,5}
{\displaystyle P(X=1)=f(1)=0,5^{1}0,5^{0}=0,5}
Exemple:
"Llançar un dau i sortir un 6".
Quan llancem un dau tenim 6 possibles resultats:
{\displaystyle \Omega =\{1,2,3,4,5,6\}}
Estem realitzant un únic experiment (llançar el dau una sola vegada).
Es considera èxit treure un 6, per tant, la probabilitat segons el teorema de Laplace (casos favorables dividit entre casos possibles) serà 1/6.
{\displaystyle p=1/6}
Es considera fracàs no treure un 6, per tant, es considera fracàs treure qualsevol altre resultat.
{\displaystyle q=1-p=1-1/6=5/6}
La variable aleatòria X mesurarà "nombre de vegades que surt un 6", i només hi ha dos valors possibles, 0 (que no surti 6) i 1 (que surti un 6).
Per tant, la variable aleatòria X es distribueix com una Bernoulli de paràmetre {\displaystyle p} = 1/6
{\displaystyle X\sim Be(1/6)}
La probabilitat que obtinguem un 6 ve definida com la probabilitat que X sigui igual a 1.
{\displaystyle P(X=1)=f(1)=(1/6)^{1}*(5/6)^{0}=1/6=0,1667}
La probabilitat que NO obtinguem un 6 ve definida com la probabilitat que X sigui igual a 0.
{\displaystyle P(X=0)=f(0)=(1/6)^{0}*(5/6)^{1}=5/6=0,8333}